# バンク・オブ・ハワイ
バンク・オブ・ハワイ（英語: Bank of Hawaii）はアメリカ合衆国ハワイ州ホノルルに本社を置く銀行で、顧客数・支店数においてハワイ州で最大の銀行である。1893年に創業し、これはファースト・ハワイアン・バンクに次いで古い創業で、現在ハワイ州各地に支店を持ち、ニューヨーク証券取引所上場企業でもある。1959年以降はマーシャル諸島共和国、パラオ、グアム、サイパン、ヤップ島、ミクロネシア連邦にも支店を持つようになった。

## 同業他社
ハワイ州に本社がある銀行は支店も多く、個人・企業相手に手広く業務を展開している。
- ファースト・ハワイアン・バンク
- セントラル・パシフィック・バンク
- アメリカンセービング銀行
- ハワイ連邦信用組合（en:Hawaii State Federal Credit Union）

ハワイ州以外に本社がある銀行はハワイ州では店舗も少なく、おもに企業相手に業務を行っている。